# Ачилов, Арсланбек
Арсланбек Ачилов (туркм. Arslanbek Açilow; род. 1 июля 1993, Ашхабад, Туркменистан) — туркменский боксёр-любитель.

## Чемпионат Туркменистана по боксу 2012 г
В декабре 2012 г. в ашхабадском спорткомплексе «Галкыныш» состоялся финал национального турнира на Кубок Туркменистана по боксу среди мужчин. В состязаниях приняли участие более 100 лучших спортсменов из всех велаятов и Ашхабада. Столичные боксеры на правах хозяев турнира были представлены двумя командами. Эти состязания стали итоговыми, по результатам которых будет сформирована национальная сборная-2013.
Арсланбек Ачилов завоевал золотую медаль в весе до 81 кг. и вошёл в сборную Туркменистана по боксу 2013.

## Чемпионат Туркменистана по боксу 2011 г
В декабре 2011 г. в Дашогузе состоялся финал национального турнира на Кубок Туркменистана по боксу среди мужчин. Арсланбек Ачилов завоевал золотую медаль в весе до 81 кг. и вошёл в сборную Туркменистана по боксу 2013.

## Спортивные достижения и бои
Чемпион Туркменистана 2011 (81 кг). Национальная сборная Туркменистана 2013. Участник Летней Универсиады 2013 г. в Казани (81 кг). Участник Чемпионата мира 2013 г. в Алма-Ате. Участник Международнародного турнира памяти Дуйшенкула Шопокова (29 января — 2 февраля 2014.
| Дата                       | Турнир                            | Место проведения          | Весовая категория                    | Соперник            | Результат | Дополнительно                                        |
| -------------------------- | --------------------------------- | ------------------------- | ------------------------------------ | ------------------- | --------- | ---------------------------------------------------- |
| 29 января — 2 февраля 2014 | Турнир памяти Дуйшенкула Шопокова | Бишкек, Кыргызстан        | 81 кг (Полутяжёлый вес, heavyweight) | Ботирали Мамаджанов | 0 — 3     | Выбыл из турнира.                                    |
| 25 сент. — 8 окт. 2013     | Чемпионат мира 2013               | Алматы, Казахстан         | 81 кг (Полутяжёлый вес, heavyweight) | Петер Мулленберг    | 0 — 3     | 1/16 финала. Выбыл из турнира.                       |
| 25 сент. — 8 окт. 2013     | Чемпионат мира 2013               | Алматы, Казахстан         | 81 кг (Полутяжёлый вес, heavyweight) | Александр Панарин   | 0 — 3     | 1/32 финала. Вошёл в 1/16.                           |
| 5 июля 2013                | Летняя Универсиада 2013           | Казань, Татарстан, Россия | 81 кг (Полутяжёлый вес, heavyweight) | Ainar Karlson       | 0 — 3     | 1/32 финала. Выбыл из турнира.                       |
| Декабрь 2012               | Чемпионат Туркменистана — 2012    | Ашхабад, Туркменистан     | 81 кг (Полутяжёлый вес, heavyweight) | ?                   | 3 — 0     | 1 место. Вошёл в национальную сборную Туркменистана. |
| Декабрь 2011               | Чемпионат Туркменистана — 2011    | Дашогуз, Туркменистан     | 81 кг (Полутяжёлый вес, heavyweight) | ?                   | 3 — 0     | ? место.                                             |